# Мухина, Наталья Александровна
Наталья Александровна Мухина (3 июня 1981) — российская футболистка, защитница. Мастер спорта России (2005).

## Биография
В 2003 году выступала в высшей лиге России за клуб-аутсайдер «Анненки» (Калуга). Сезон 2004 года начала в клубе «Рязань-ТНК», но после двух матчей команда снялась с турнира по финансовым причинам, в одной из игр спортсменка была удалена с поля. Летом 2004 года перешла в «Ладу» (Тольятти), где была игроком замены, по итогам сезона «Лада» стала чемпионом России, а спортсменка получила звание мастера спорта. В 2005—2006 годах выступала в первом дивизионе за «Энергию» (Воронеж), оба раза становилась победительницей турнира. В 2007 году перешла в игравшее в высшей лиге «Измайлово» (Москва), провела в команде два сезона.
Дальнейшая судьба неизвестна.